# برونو جاديول
برونو غاديول أنطونياسي (بالإنجليزية: Bruno Gadiol Antoniassi)‏، من مواليد 6 يونيو 1998 في ساو باولو، هو ممثل ومغني برازيلي.
في سن الحادية عشرة، انتقلت عائلته إلى عمارات في بارويري، وبدأ برونو في الالتحاق بكوليجو سامارا، في مدينة كوتيا المجاورة.
في عام 2012 لعب دور البطولة في مسرحيات ساحر أوز العجيب وتصوير فيلم غلي.
في عام 2015، التحق بكلية الدعاية والدعاية في مؤسسة كاسبر ليبيرو وفي الوقت نفسه في دورة المسرح في مسرح مدرسة ماكونيما، وتخلي عن الفصل الأول في الفصل الدراسي الأول عندما تطور تقارب أكبر للفنون الدرامية، والتخرج كممثل محترف.
في 12 يونيو 2018، أصدر مقطعًا بعنوان "مخصصك" بالشراكة مع غابرييل نانديز. استغل برونو قصة اليوم والتاريخ ليعلن علنًا عن مثليته الجنسية.

## وصلات خارجية
- برونو جاديول على موقع IMDb (الإنجليزية)
- برونو جاديول على موقع ألو سيني (الفرنسية)
- برونو جاديول على موقع ميوزك برينز (الإنجليزية)
- برونو جاديول على موقع ديسكوغز (الإنجليزية)
- برونو جاديول على موقع قاعدة بيانات الفيلم (الإنجليزية)